# Einar Theodor Edberg
Einar Theodor Edberg, född 20 oktober 1877 i Stockholm, död 5 februari 1945 i Göteborg, var en svensk kirurg.
Edberg var son till grosshandlaren Wilhelm Theodor Edberg. Efter mogenhetsexamen vid Södermalms högre allmänna läroverk 1896 tog han en mediko-filosofisk examen vid Uppsala universitet 1897 och blev medicine kandidat vid Karolinska institutet 1901 och medicine licentiat där 1905. År 1904 var Edberg amanuens vid Karolinska institutets patologiska avdelning och vid Sabbatsbergs sjukhus kirurgiska avdelning. Han var därefter underläkare vid Barnsjukhuset Samariten 1905 och 1905–1907 vid Helsingborgs länslasarett. År 1909 var Edberg klinisk amanuens vid pediatriska kliniken på Kronprinsessan Lovisas vårdanstalt i Stockholm och blev därefter andre läkare vid kirurgiavdelningen där 1910–1924. Han var även 1914–1917 föreståndare för Serafimerlasarettets kirurgiska poliklinik. Under perioden 1910–1924 innehade Edberg även en egen läkarpraktik i Stockholm, och startade efter sin flytt till Göteborg 1924 en ny praktik där. Han innehade även 1912–1922 ett enskilt sjukhem för ortopedi och barnkirurgi.
Åren 1924–1942 var han överläkare vid Göteborgs barnsjukhus kirurgiska avdelning, från 1928 som styresman över sjukhuset. Han var även 1925–1927 tillförordnad överläkare vid Styrsö kustsanatorium. Edberg blev ledamot av Svenska läkaresällskapet 1908 och riddare av Nordstjärneorden 1938. Edberg kom främst att intressera sig för barnkirurgi och särskilt operationer av missbildade barn, inom vilket område han kom att göra sig ett namn inom hela Skandinavien.